# Eupithecia tornolopha
Eupithecia tornolopha är en fjärilsart som beskrevs av Turner 1942. Eupithecia tornolopha ingår i släktet Eupithecia och familjen mätare. Inga underarter finns listade i Catalogue of Life.